# Cocomama Tessera
La Cocomama Tessera è una struttura geologica della superficie di Venere.